# ريان س. غوردون
ريان س. غوردون (بالإنجليزية: Ryan C. Gordon)‏ هو مهندس وعالم حاسوب أمريكي، ولد في 1978 في فيلادلفيا في الولايات المتحدة.

## وصلات خارجية
- الموقع الرسمي